# Кака-Шура
Кака́-Шура́ (кум. Къакъашура) — село в Карабудахкентском районе Дагестана. Административный центр сельского поселения «Сельсовет Кака-Шуринский».

## Географическое положение
Расположено в 18 к западу от села Карабудахкент, в 30 км к западу от железнодорожной станции Манас, на р. Кака (бассейн р. Параул-озень).

## История
Какашура — селение в Карабудахкентском районе. В Какашуринскую сельскую админисирацию также входят селение Какамахи, образованное выходцами из Какашуры, и хутор Зеликака. Согласно местным письменным преданиям селение образовано в VIII в. хиджры (соответствует XV в.).
Первое упоминание в русских источниках относится к XVI в. Вблизи села археологами обнаружены остатки древнего Какашуринского поселения, датируемого I—VIII вв. В XIX — начале XX вв. жители села были известны процветающим земледелием (в том числе садоводством и овощеводством), животноводством, сыроварением, кузнечными изделиями хозяйственного назначения, выделкой паласов. В XVIII—XIX вв. село Какашура являлось крупным культурным и учебным центром. В начале XX в. здесь была открыта новометодная (джадидская) школа. В послевоенные годы какашуринские колхозники неоднократно занимали первые места в социалистических соревнованиях в ДАССР. Среди известных уроженцев села: орденоносцы ВОВ: И. Багавов, Гиччибек Гиччибеков; Герои Социалистического труда Ильмутдин Насрутдинов и Кавсар Мужавова; военные деятели: полковник М. Абдулбеков; государственные деятели: У. И. Насрутдинов; руководители крупных предприятий и бизнесмены: Н. И. Насрутдинов, Б. У. Насрутдинов, М.-Г. Н. Насрутдинов (с марта 2010 г. член правительства РД), Б. Н. Байгишиев; поэты и писатели: Битев, Мисгин Халимат, А. Вагабов, А. Б. Бекболатов, А. Н. Абакаров, М.-С. Яхьяев, И. И. Исаев (известен также как композитор и врач), Ш. Сулейманов, Б. А. Бекболатов, У. И. Ибрагимова, Х. Давудов, М. М. Гусейнов; художники: Н. А. Бамматов, А. Н. Бамматов; режиссёр и актёр З. Хиясов; учёные: И. И. Вагабов, д. мед. н. К. Х. Мамаев, д.вет. н. Н. Х. Мамаев, П. И. Исаев, Р. А. Ахмедова, к.б.н. А. Н. Мурзаева; религиозные деятели Хаджи-Магомед Какашуринский, Хасан-Кади Какашуринский, шейх Абдурахман-Кади Какашуринский (также известный поэт), Пайзулла-Хаджи Какашуринский, Гусен-Кади Умаров, Ш. Яхьяев; спортсмены: У. Билалов, Дж. Маматуллаев, Ш. Хиясов, З. Зайнуков и др..
В XVIII—XIX вв. село носило и другое имя — Эльдараул, в честь местного князя Эльдара Хасай-Мурзаева (жившего в первую треть XVIII в.).

## Этимология
В литературном кумыкском языке «къакъа» означает ущелье, «шура» связывают с «шере» — пруд, болото, озеро.
Как пишет Г. Оразаев, оба слова имеют «алтайское» происхождение. Слово «шура» является широко распространенным топонимическим термином, повсеместно встречающимся на территории Евразии в формах шура, шора, шере, шор, шеле, шира, шар, шур, шара, сура, сора, и имеющим семанитическое значение «болото», «пруд, водоем», «соленое озеро», «скала», «солончак», «река, ручей». Слово «къакъа» имеет, по-видимому, корни в монгольском языке. Некоторые исследовали связывают с данным словом одну из версий происхождение этнонима «гагауз».

По мнению М. Османова, оба слова этимологизируются из даргинского языка. Касательно такого мнения Н. Джидалаев пишет следующее:
Можно было бы предположить, что название шура оставили здесь даргинцы, которые в свое время заимствовали это слово из булгарского языка. Но мы достоверно не знаем, жили ли даргинцы когда-либо в этих местах. Вероятнее предположить, что название местности шура «болото, озеро» осталось здесь непосредственно от самих булгар. Из булгарского языка впоследствии оно перешло и в кумыкский.

## Население
| 1869  | 1888  | 1895  | 1926  | 1939  | 1970  | 1989  |
| ----- | ----- | ----- | ----- | ----- | ----- | ----- |
| 2293  | ↗3499 | ↗3922 | ↘3097 | ↗3126 | ↗3435 | ↘3027 |
| 2002  | 2010  | 2021  |       |       |       |       |
| ↗5207 | ↗6030 | ↗7986 |       |       |       |       |

На 2021 год, вместе с селом Какамахи который в составе Кака-Шуринского сельсовета, население составляет около 10 тысяч человек.
Национальный состав
По данным Всероссийской переписи населения 2021 года:
| №        | Национальность | Численность, чел. | Доля    |
| -------- | -------------- | ----------------- | ------- |
| 1        | кумыки         | 7 946             | 99,49 % |
| 1.000001 | не указавшие   | 2                 | 0,02 %  |
| 1.000002 | прочие         | 40                | 0,05 %  |
| 1.000003 | всего          | 7 986             | 100 %   |

## Инфраструктура
- Профессиональное училище № 24 с. Какашура
- Дом детского творчества с. Какашура
- Какашуринская СШ № 1
- Какашуринская СШ № 2
- Какамахинская СШ №
- Детский сад № 4 «Улыбка»
- Дом-культура с. Какашура −1
- Дом-культура с. Какашура −2
- Библиотека с. Какашура −1
- Библиотека с. Какашура −2
- Какашуринский краеведческий музей

## Достопримечательности
- Памятник В. И. Ленину
- Воинам, погибшим в годы ВОВ
- Памятник И. Н. Насрутдинов
- Памятник К. А. Мужавовой
- Памятник З. Хиясову